# Orthocentrus compressicoxis
Orthocentrus compressicoxis är en stekelart som beskrevs av Pierre L. G. Benoit 1954. Orthocentrus compressicoxis ingår i släktet Orthocentrus och familjen brokparasitsteklar. Inga underarter finns listade i Catalogue of Life.